# Drosophila moriwakii
Drosophila moriwakii este o specie de muște din genul Drosophila, familia Drosophilidae, descrisă de Toyohi Okada și Syo Kurokawa în anul 1957. Conform Catalogue of Life specia Drosophila moriwakii nu are subspecii cunoscute.